# Breviturma pica
Espèce
Breviturma pica est une espèce d'ophiures (animaux marins ressemblant à des étoiles de mer souples) de la famille des Ophiocomidae.

## Description
Comme la plupart des ophiures, Breviturma pica est formée d'un disque central mou et aplati autour duquel rayonnent cinq bras allongés en pointe, permettant une reptation rapide.
Cette petite ophiure est une espèce robuste, dont la silhouette est proche de celle de sa cousins Ophiocoma erinaceus, mais dont le disque central (1 cm max), brun foncé est décoré de motifs clairs labyrinthiques, la même couleur annelant également les bras de manière régulière. Les cinq bras charnus sont relativement longs (4 cm max) et s'affinent vers la pointe ; de chaque côté, ils sont densément recouverts d'écailles qui ont pris la forme de longs piquants (mesurant moins d'un centimètre de long), et disposés en peigne.

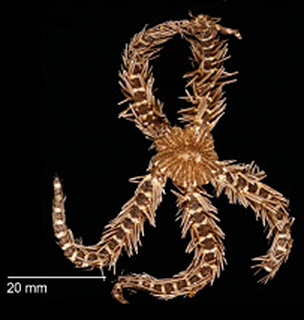
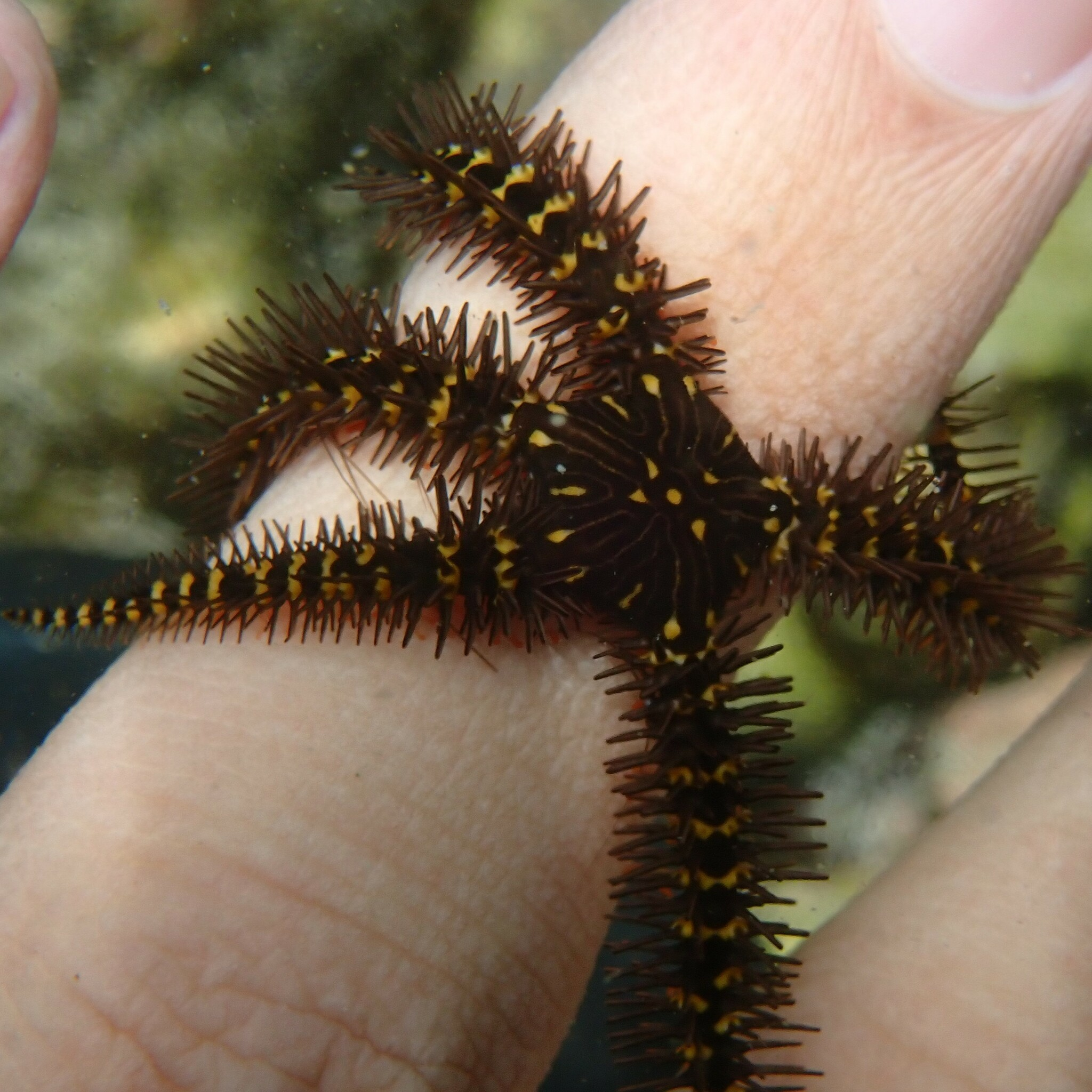
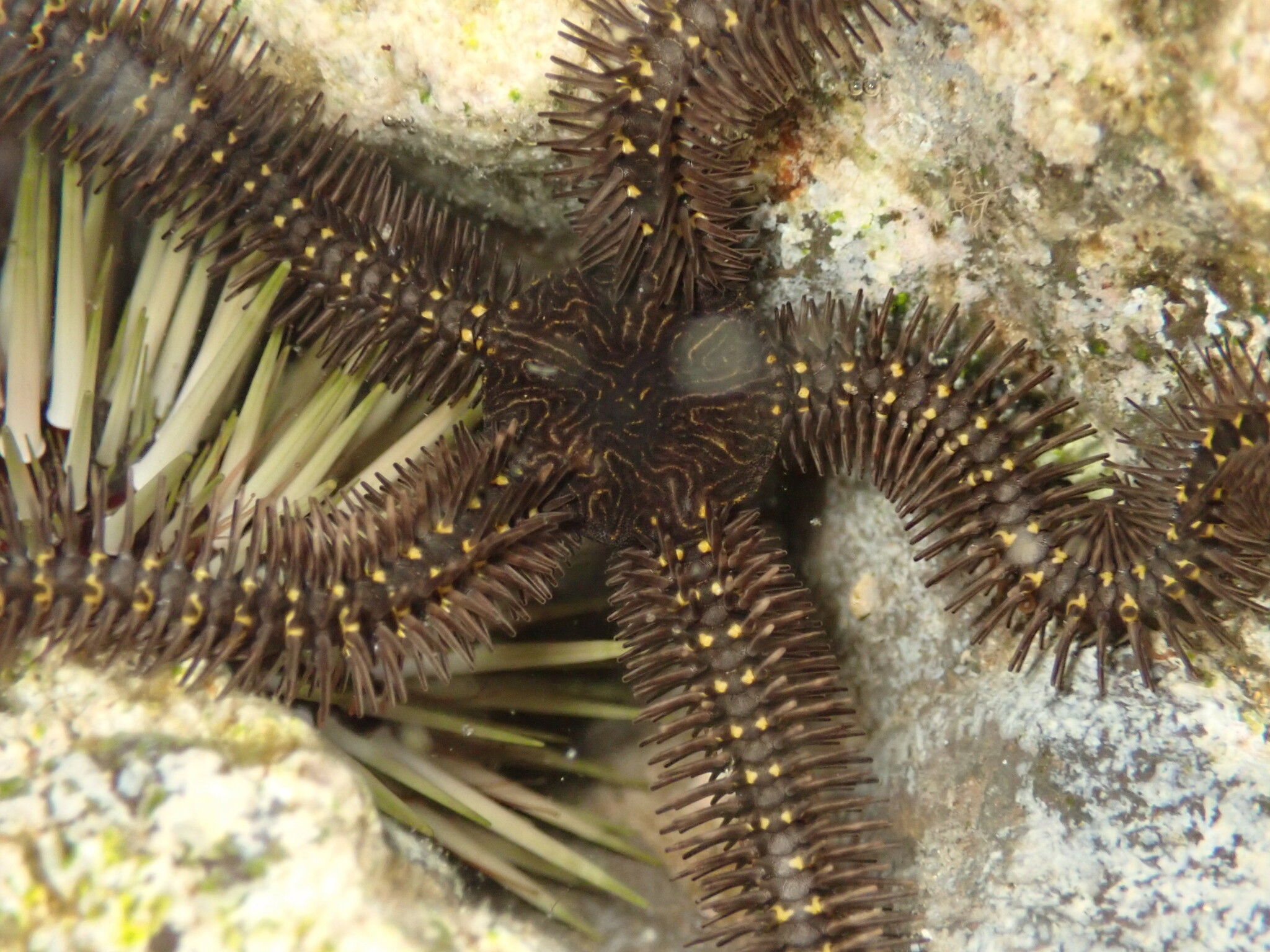

## Habitat et répartition
On trouve cette ophiure dans l'océan Indien occidental, notamment sur les côtes est-africaines et aux Mascareignes, jusqu'aux Seychelles.
Son habitat de prédilection est dans les eaux peu profondes des lagons coralliens, là où le fond est riche en morceaux de corail ou de roches sous lesquels elle peut se cacher pendant la journée, à l'abri des prédateurs.

## Écologie et comportement

### Alimentation
L'ophiure est omnivore opportuniste à tendance charognarde, pouvant manger des particules en suspension, des débris organiques, des feutrages bactériens, mais aussi des charognes ou même exercer une chasse à de petits animaux vivants.

### Reproduction
La reproduction est gonochorique, et mâles et femelles relâchent leurs gamètes en même temps grâce à un signal phéromonal, en pleine eau, où œufs puis larves (appelées ophiopluteus) vont évoluer parmi le plancton pendant quelques semaines avant de rejoindre le sol.

## Systématique
Le nom valide complet (avec auteur) de ce taxon est Breviturma pica (Müller & Troschel, 1842),. L'espèce a été initialement classée dans le genre Ophiocoma sous le protonyme Ophiocoma pica Müller & Troschel, 1842.
Breviturma pica a pour synonymes :
- Ophiocoma lineolata Müller & Troschel, 1842
- Ophiocoma pica Müller & Troschel, 1842
- Ophiocoma sannio Lyman, 1861

## Publication originale
- (de) Johannes Müller et Franz Hermann Troschel, System der Asteriden, Brunswick, Verlag von Friedrich Vieweg und Sohn, 1842, 134 p. (lire en ligne), p. 101.